# Gunnar Brynolf Wennerberg

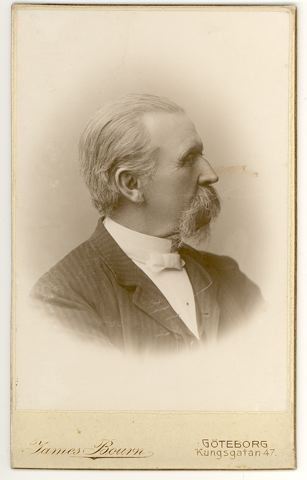
Brynolf Wennerberg, Foto, um 1880

Gunnar Brynolf Wennerberg, auch Brynolf Wennerberg der Ältere (* 16. August 1823 in Lidköping, Västergötland, Schweden; † 3. Oktober 1894 in Göteborg, Schweden), war ein schwedischer Landwirt, Gestütbesitzer sowie Porträt- und Pferdemaler der Düsseldorfer Schule.

## Leben
Wennerberg, Sohn des Orientalisten und Propstes Gunnar Wennerberg (1782–1860) und dessen Ehefrau Sara Margareta, geborene Klingstedt (1787–1875), Bruder des Dichters, Komponisten, Beamten und Politikers Gunnar Wennerberg, zeigte früh ein Interesse für Pferde, Malerei und Musik. Ersten Malunterricht erhielt er wahrscheinlich bei dem schwedischen Maler Uno Troili (1815–1875). 1850 ging er für ein Kunststudium nach Kopenhagen. Als er und sein Bruder Gunnar ein Jahr später ein königliches Reisestipendium erhalten hatten, gingen sie nach Deutschland. Mit dem Schiff fuhren sie zunächst nach Stettin, dann weiter mit dem Zug über Berlin nach Leipzig, wo sie Museen und Konzerte besuchten. Anschließend reisten sie nach Düsseldorf weiter. Dort trennten sich ihre Wege. Während Gunnar zu einer Italienreise aufbrach, schrieb sich Brynolf an der Königlich Preußischen Kunstakademie zu einem Malereistudium ein. Von 1852 bis 1855 blieb er als Schüler von Karl Ferdinand Sohn und Rudolf Wiegmann in der Stadt am Rhein, wo er nach Carl d’Unker, August Jernberg, Axel Nordgren und Bengt Nordenberg, vor Josef Wilhelm Wallander, Peter Eskilsson, Ferdinand Fagerlin, Alfred Wahlberg, Albert Berg (1832–1916) und Johan Edvard Bergh sowie etwa zeitgleich mit Marcus Larson, Per Södermark und Kilian Zoll einer der ersten schwedischen Kunststudenten war. Nachdem er nach Schweden zurückgekehrt war, veröffentlichte er 1855 zusammen Wallander, Zoll, Nordenberg und Johan Frederik Höckert (1826–1866) das Album Bilder ur svenska folklifvet (Bilder aus dem schwedischen Volksleben). Außerdem malte er Porträts, etwa von dem schwedischen Schulreformer Torsten Rudenschöld (1798–1859) und von seinem Vater. Mit dem ersten als Maler in Schweden verdienten Geld finanzierte er sich bis 1857 eine Reise nach Paris. Dort besuchte er das Atelier von Thomas Couture. Diese Zeit verbrachte er in engem Kontakt mit dem Pferdemaler John Arsenius (1818–1903), einem Studienfreund seines Bruders Gunnar.

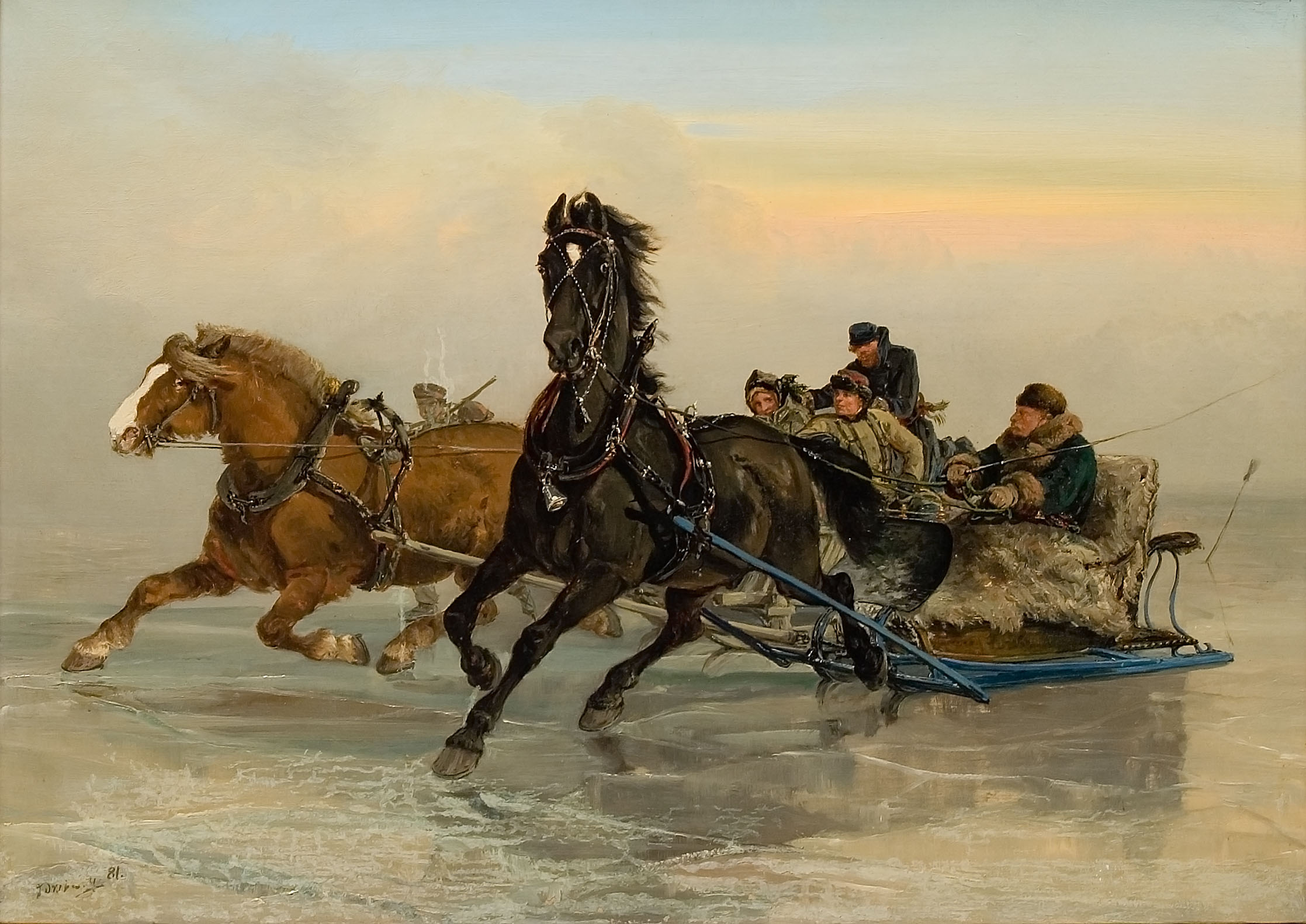
Isfärden

Nachdem er bis 1860 erneut in die Heimat zurückgekehrt war, entschloss er sich, Georgina Charlotta Schoug (1830–1870), die Tochter des reichen, deutschstämmigen Kaufmanns Johann Peter Schoug (1802–1890), zu heiraten und das Gut Djurgården auf Kållandsö zu pachten. 1864 wurde die Tochter Gunilla († 1910) geboren, 1866 der Sohn Brynolf, der später ein bekannter Illustrator und Gebrauchsgrafiker wurde, 1868 die Tochter Sara Ingrid Charlotta († 1928). Auf Djurgården ließ er sich ein Atelier bauen und verband Landwirtschaft, Pferdezucht und Reiterei mit der Malerei. Wennerberg spezialisierte sich auf die Pferdemalerei, deren Ergebnisse er – allerdings ohne größere Resonanz – auf mehreren Ausstellungen präsentierte. Als 1870 seine Frau an einer Lungenentzündung starb, heiratete er bald darauf deren Schwester Eugenia Louise (1845–1915), die den Sohn Barbro und die Tochter Sara Margaret Eugenia Eufrosyne (1875–1959) gebar, beide später Musiker, jene nach Studien in Stockholm, Leipzig und Berlin unter dem Namen Sara Wennerberg-Reuter eine Karriere als Komponistin und Organistin der Stockholmer Sophienkirche beschreitend. Das gastfreie Haus der Familie, das von vielen Künstlern – etwa von Wilhelm Dahlbom, Arvid Mauritz Lindström, Reinhold Callmander, Frederik Collett, Hjalmar Meissner (1865–1940) und Emma Meissner (1866–1942) – besucht worden war, wurde an einem Sommertag des Jahres 1889 ein Raub der Flammen. Dies war ein harter Schicksalsschlag, der einen Umzug des Familiensitzes nach Göteborg zur Folge hatte. Bis zum Tode Wennerbergs im Jahre 1894 konnte ein Flügel des abgebrannten Gutshauses nur noch als Sommerwohnsitz bewohnt werden.